# Liste der Biografien/Ij
Liste der Biografien |
Portal Biografien |
Personensuche
# |
A |
B |
C |
D |
E |
F |
G |
H |
I |
J |
K |
L |
M |
N |
O |
P |
Q |
R |
S |
T |
U |
V |
W |
X |
Y |
Z |
?
 
Ia |
Ib |
Ic |
Id |
Ie |
If |
Ig |
Ih |
Ii |
Ij |
Ik |
Il |
Im |
In |
Io |
Ip |
Iq |
Ir |
Is |
It |
Iu |
Iv |
Iw |
Ix |
Iy |
Iz
Die Liste der Biografien führt alle Personen auf, die in der deutschsprachigen Wikipedia einen Artikel haben. Dieses ist eine Teilliste mit 17 Einträgen von Personen, deren Namen mit den Buchstaben „Ij“ beginnt.

## Ij

### Ija
- Ijabs, Ivars (* 1972), lettischer Politikwissenschaftler und Politiker

### Ije
- Ijeh, Peter (* 1977), nigerianischer Fußballspieler und -trainer
- Ijeomah, Justine, nigerianischer Menschenrechtler
- Ijewere, Nadine, britische Fotografin
- Ijewlewa, Alexandra Andrejewna (* 1987), russische Eiskunstläuferin

### Iji
- Ijibchentre, altägyptischer König
- Ijichi, Kōsuke (1854–1917), Generalleutnant der kaiserlich japanischen Armee
- Ijirighwo, Bruce (* 1949), nigerianischer Sprinter

### Ijj
- Ijjas, József (1901–1989), ungarischer Geistlicher

### Ijs
- IJsewijn, Jozef (1932–1998), belgischer Klassischer und neulateinischer Philologe
- IJsseling, Samuel (1932–2015), niederländischer Philosoph, Begründer der Dekonstruktion

### Iju
- Ijūin Matsuji (1893–1944), Offizier der japanischen Marine während des Zweiten Weltkriegs
- Ijūin, Gorō (1852–1921), japanischer Admiral
- Ijūin, Hikokichi (1864–1924), japanischer Diplomat und Politiker
- Ijūin, Shizuka (1950–2023), japanischer Schriftsteller

### Ijz
- IJzendoorn, Eddy van (* 1985), niederländischer Cyclocross- und Straßenradrennfahrer
- IJzendoorn, Rien van (* 1952), niederländischer Pädagoge und Psychologe